# モンブランへの挽歌
「モンブランへの挽歌」（Mort d'un Guide）は、フランスのテレビムービー（テレビのみの放映・劇場未公開）。1974年制作。日本ではNHKで放送された。監督はジャック・エルトー。出演はピエール・ルソー、ジョルジュ・クレース、ヴィクトル・ラヌー他。

## あらすじ
ベテラン山岳ガイドのミシェルと、若手ガイドのパトリックは、モンブランのドリュ西壁に挑戦する。しかし彼らと連絡が途絶え、憲兵隊のモルトーは心配するが、家族の依頼なしでは捜索は出来ない。ミシェルの妻は、夫が挑戦を秘密にしようとしたことを尊重しようとするが、パトリックの婚約者でもある娘は反対する。マスコミに挑戦をすっぱ抜かれ、ミシェルは捜索隊に発見されるが、パトリックは落雷で死亡していた。一ヶ月後、ガイドの仕事を再開したミシェルだが、最初の客はパトリックの兄のフィリップだった。パトリックの死の真相を知るため、素性を隠してミシェルにガイドを依頼していたのだ。ミシェルと山を過ごすことで、パトリックの死が事故であったことを納得するフィリップ。しかし滑落事故を起こし、二人とも絶壁に宙吊りとなる。一人分の体重なら、救助が来るまでハーケンが支えられると気付いたミシェルは、フィリップを救うため、自らザイルを切って墜落する。